# 宝町 (葛飾区)
宝町（たからまち）は、東京都葛飾区の地名。住居表示実施済み。現行行政地名は宝町一丁目及び宝町二丁目。

## 地理
葛飾区の南西部に位置し、町域内を京成電鉄が通る。町域南辺を東京都道308号千住小松川葛西沖線で画し、東辺を葛西用水路が流れる。北でお花茶屋一丁目および東堀切一丁目、北東の一部で白鳥一丁目、東で四つ木五丁目、南で四つ木四丁目、南西で堀切一・三丁目と隣接する。

### 地価
住宅地の地価は、2025年（令和7年）1月1日の公示地価によれば、宝町1-21-25の地点で32万1000円/m2となっている。

## 歴史
明治までの宝木塚（ほうきづか）村の一部が、1932年（昭和7年）に葛飾区本田宝木塚町と改称した。さらに、1961年（昭和36年）の住居表示変更で『宝木塚』の『宝』を残して宝町となった。その後本田篠原町・西篠原町・下千葉町・堀切町の一部を併せ現在に至っている。おもちゃメーカー・タカラの発祥の地でもある。

### 地名の由来
宝木塚の由来としては、1224年（元仁2年）に親鸞が西光寺（宝町2丁目）を訪れた際、境内の松の木に法衣を掛け「法喜塚」と名づけたという説と、同じく西光寺にある葛西伯耆守の墓（伯耆塚）によるという説がある。現在では葛飾区立宝木塚小学校にその名をとどめている。

## 世帯数と人口
2023年（令和5年）1月1日現在（東京都発表）の世帯数と人口は以下の通りである。
| 丁目       | 世帯数    | 人口    |
| ---------- | --------- | ------- |
| 宝町一丁目 | 1,600世帯 | 3,056人 |
| 宝町二丁目 | 2,346世帯 | 4,204人 |
| 計         | 3,946世帯 | 7,260人 |

### 人口の変遷
国勢調査による人口の推移。
| 年                 | 人口  |
| ------------------ | ----- |
| 1995年（平成7年）  | 7,431 |
| 2000年（平成12年） | 7,477 |
| 2005年（平成17年） | 7,119 |
| 2010年（平成22年） | 7,163 |
| 2015年（平成27年） | 7,295 |
| 2020年（令和2年）  | 7,160 |

### 世帯数の変遷
国勢調査による世帯数の推移。
| 年                 | 世帯数 |
| ------------------ | ------ |
| 1995年（平成7年）  | 2,846  |
| 2000年（平成12年） | 2,932  |
| 2005年（平成17年） | 2,936  |
| 2010年（平成22年） | 3,213  |
| 2015年（平成27年） | 3,410  |
| 2020年（令和2年）  | 3,450  |

## 学区
区立小・中学校に通う場合、学区は以下の通りとなる（2021年4月時点）。
| 丁目       | 番地           | 小学校               | 中学校             |
| ---------- | -------------- | -------------------- | ------------------ |
| 宝町一丁目 | 3～5番         | 葛飾区立堀切小学校   | 葛飾区立堀切中学校 |
| 宝町一丁目 | 1〜2番 6〜27番 | 葛飾区立宝木塚小学校 | 葛飾区立双葉中学校 |
| 宝町二丁目 | 全域           | 葛飾区立宝木塚小学校 | 葛飾区立双葉中学校 |

## 事業所
2021年（令和3年）現在の経済センサス調査による事業所数と従業員数は以下の通りである。
| 丁目       | 事業所数  | 従業員数 |
| ---------- | --------- | -------- |
| 宝町一丁目 | 106事業所 | 643人    |
| 宝町二丁目 | 171事業所 | 989人    |
| 計         | 277事業所 | 1,632人  |

### 事業者数の変遷
経済センサスによる事業所数の推移。
| 年                 | 事業者数 |
| ------------------ | -------- |
| 2016年（平成28年） | 281      |
| 2021年（令和3年）  | 277      |

### 従業員数の変遷
経済センサスによる従業員数の推移。
| 年                 | 従業員数 |
| ------------------ | -------- |
| 2016年（平成28年） | 1,557    |
| 2021年（令和3年）  | 1,632    |

## 交通

### 鉄道
鉄道
- 京成電鉄
  - 京成本線：お花茶屋駅

### 道路
道路
- 東京都道308号千住小松川葛西沖線（平和橋通り）
- 東京都道468号堀切橋金町浄水場線

## 施設・寺社
- 葛飾区立宝木塚小学校
- 葛飾区宝町憩い交流館
- 宝町公園
- 宝町一丁目児童遊園
- 宝町西児童遊園
- 宝町南児童遊園
- 宝町中児童遊園
- 石井児童広場
- 宝町八幡神社
- 西光寺

## その他

### 日本郵便
- 郵便番号 : 124-0005[3]（集配局 : 葛飾郵便局[16]）。